# Фабрика Фагус
Фабрика Фагус у Алфелду на Лајни у Немачкој је комплекс од 10 грађевина који је започет око 1910. године према пројекту архитекте Валтера Гропиујуса, а постала је знаменитост развоја модерне архитектуре и индустријског дизајна 20. века. Започео ју је архитекта Едуард Вернер, а довршио ју је Адолф Мејер 1913. године, а додаци у унутрашњости су довршени 1925. године.
У њој се налазе грађевине посвећене свакој од етапа (производња, складиштење и транспорт) у мануфактурној производњи обуће, а у функцији је и дан данас. Комплекс је најпознатији по функционалистичкој естетици простора, али и великим стакленим панелима који су прекривали њена прочеља, што је била прва и револуционарна употреба стакла на овај начин, а која ће касније постати препознатљивог облика модерне архитектуре. Овај комплекс је претеча касније Бахус школе и снажно је утицала на развој архитектуре у Европи и Северној Америци. Због тога је Фабрика Фагус уврштена на УНЕСКО-в списак Светске баштине у Европи 2011. године.